# Enfield Lock

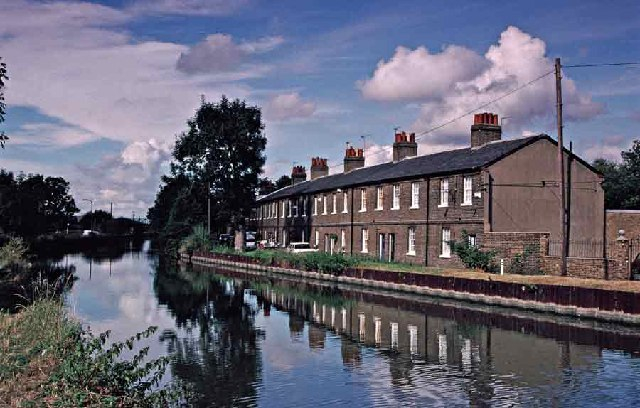
A "Government Row", em Enfield Lock esses prédios eram originalmente casas para os trabalhadores da Royal Small Arms Factory.

Enfield Lock é uma área no bairro londrino de Enfield, ao norte de Londres. Ele está localizado aproximadamente a leste da Hertford Road entre a Turkey Street e o viaduto do Holmesdale Tunnel, e se estende até o River Lee Navigation, incluindo a Enfield Island Village.
A localidade foi batizada a partir da eclusa do "River Lee Navigation". A Enfield Lock de hoje foi reconstruída em 1922. A área faz parte do Lee Valley Park e da Enfield Lock Conservation Area. Em seu limite leste, Enfield Lock tem pântanos anteriormente usados como um local de teste entre a Royal Small Arms Factory e os Gunpowder Mills, além disso está a vila de Sewardstone e os limites da floresta de Epping. Ao sul está Brimsdown, ao norte Waltham Cross e ao oeste Bullsmoor e Freezywater. Enfield Lock faz parte da fronteira de Londres.